# Высшая геодезия

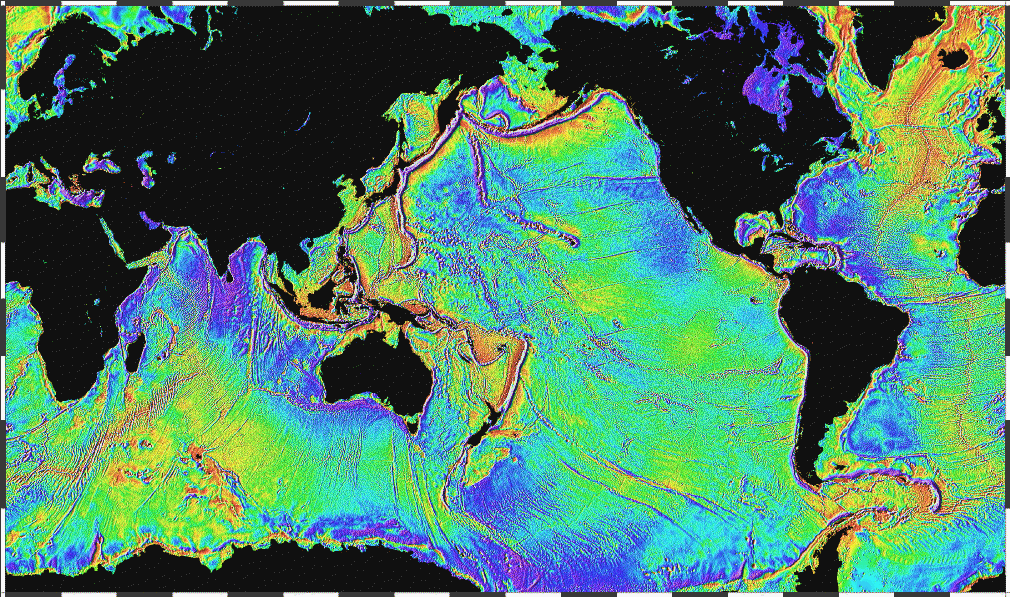
Карта океанических бассейнов по результатам спутниковой альтиметрии. Видны структуры морского дна обнаруженные по гравитационному искажению уровня поверхности моря. (1995, NOAA)

Высшая геодезия (теоретическая геодезия) — одно из основных направлений современной геодезии,  которое ввел в употребление германский учёный-геодезист, иностранный член-корреспондент Российской Академии Наук (1907) Фридрих Роберт Гельмерт. 
Изучает фигуру Земли, внешнее гравитационное поле, точное определение координат точек земной поверхности в единой системе. Сами термины «высшая геодезия» или теоретическая геодезия (куда он отнес разделы геодезии которые должны учитывать реальную форму Земли, описываемую референц-эллипсоидом) и «низшая геодезия» или практическая геодезия (куда он отнес маркшейдерское дело, многие разделы картографии и другие прикладные разделы геодезии которые могут использовать Декартову систему координат без ущерба для описания объектов которые изучаются)
Высшая геодезия может быть разделена на несколько областей знания:
- Математическая и астрономическая геодезия (геометрический метод)
- Физическая геодезия[англ.] и гравиметрия (гравитация измерения)
- Спутниковая геодезия и землеустройство.

Эти области являются важными разделами геофизики и геодинамики, навигации, теории потенциала и дифференциальной геометрии.
Также высшая геодезия изучает теорию ошибок, систематизируя и классифицируя их, чтобы в дальнейшем ввести верные поправки на результат. Модернизирует ИСО 9000.